# ローズライナー (成田空港線)

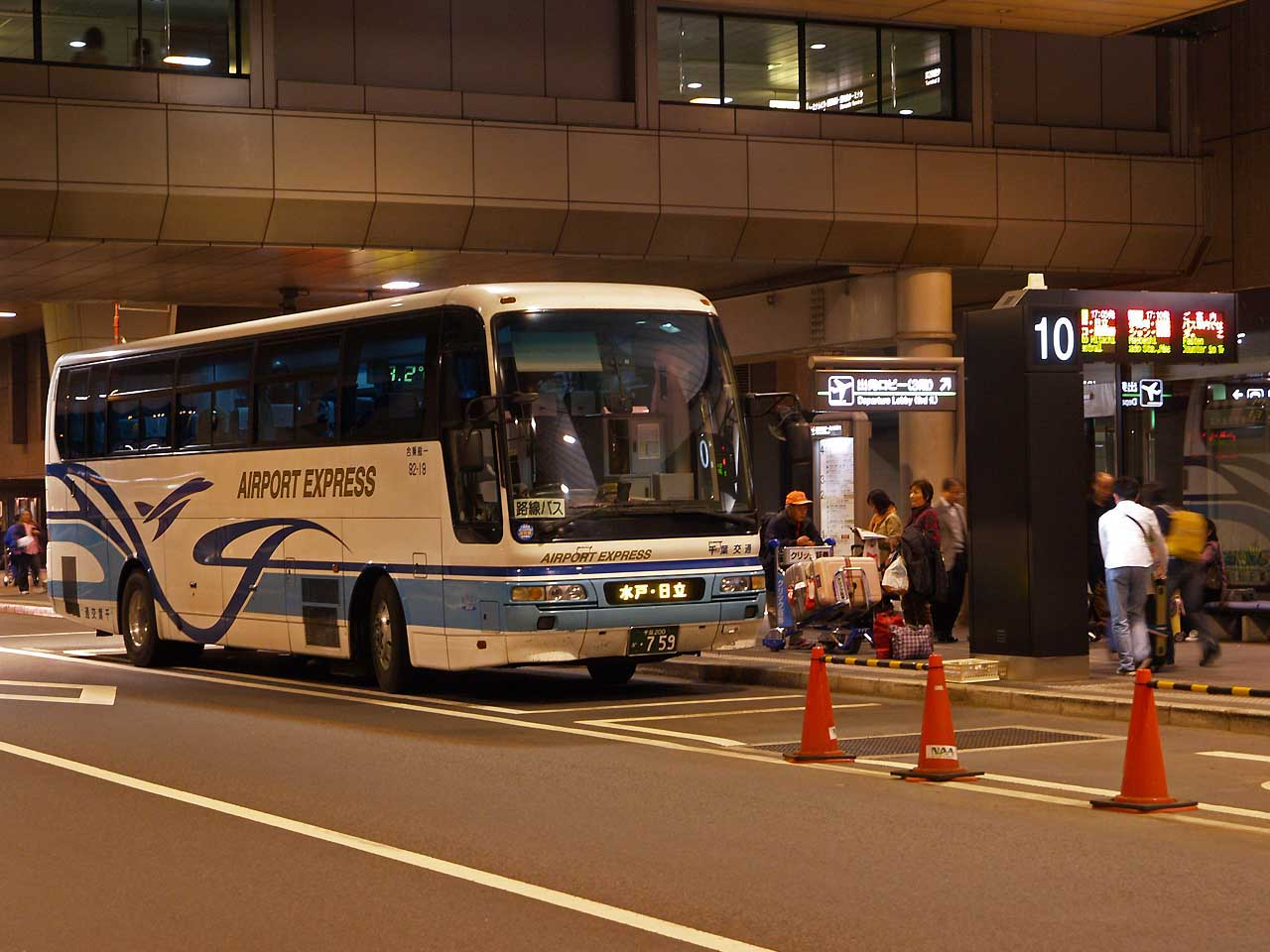
ローズライナー（千葉交通便）

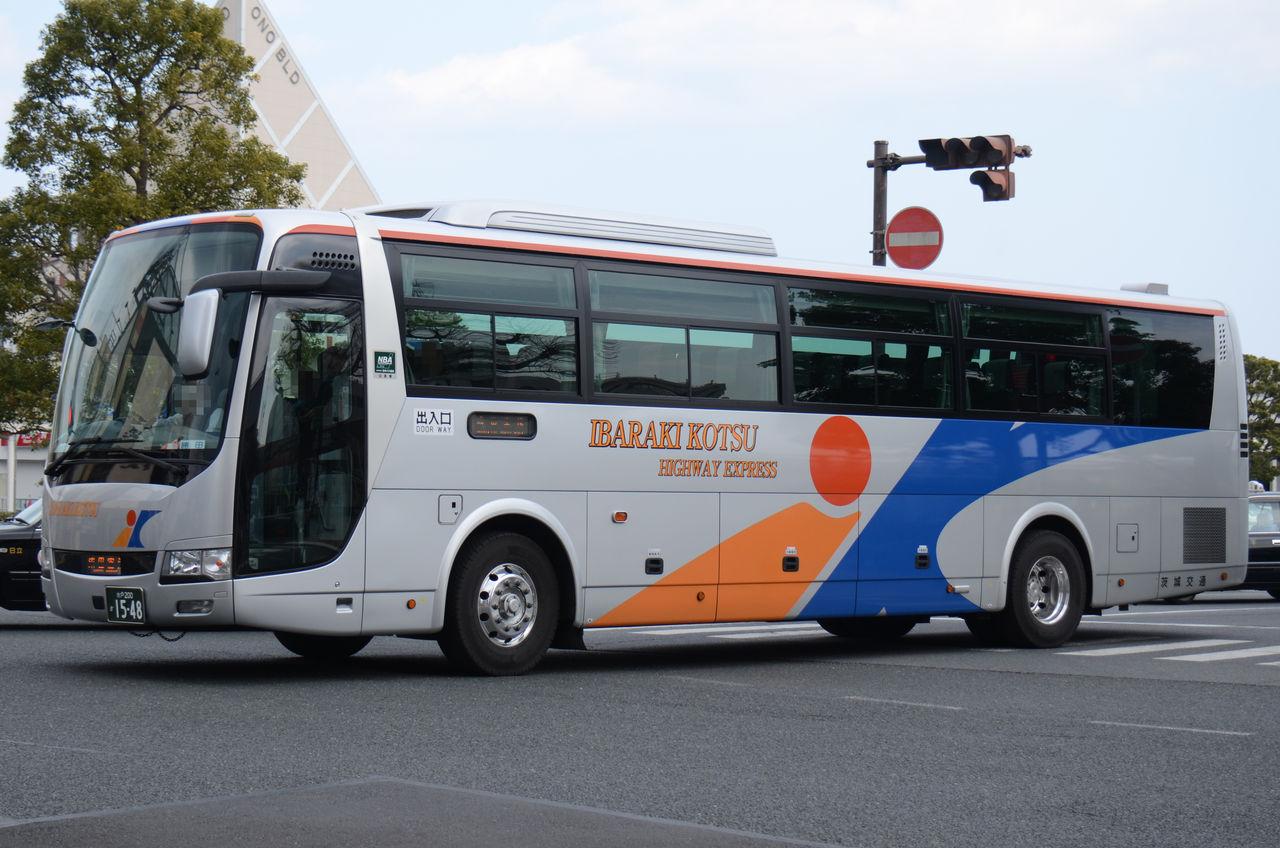
ローズライナー（茨城交通便）

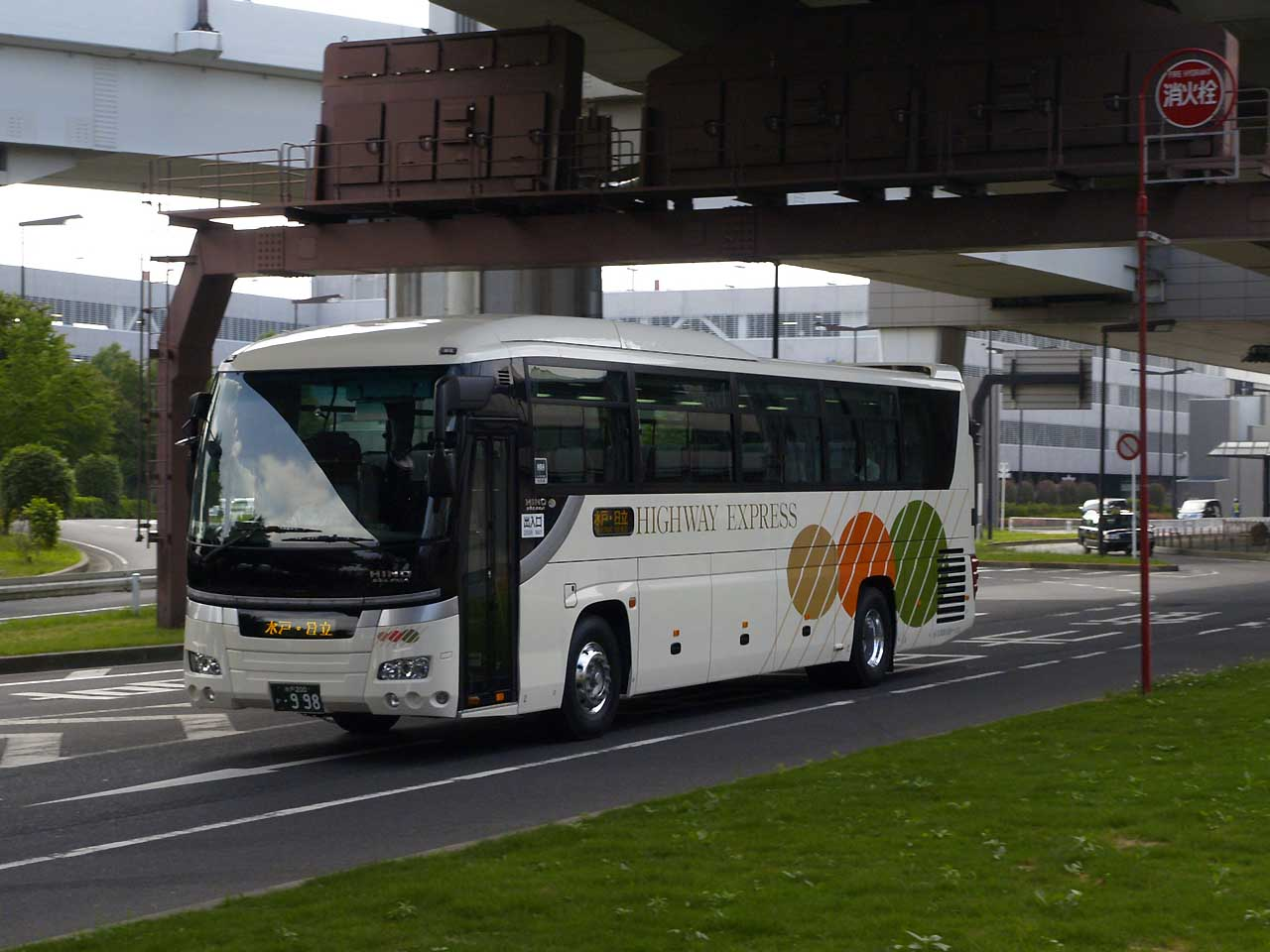
ローズライナーの運行に入っていた、
旧日立電鉄交通サービス便

ローズライナーは、成田国際空港（千葉県成田市）と茨城県潮来市・鉾田市・水戸市・ひたちなか市・東海村・日立市の間を結ぶ空港リムジンバス（高速バス）路線である。成田空港行きは予約が必要で、成田空港発は予約不要である。

## 概説
高速バスでありながら、高速道路の走行区間が日立駅－新田中内間と水郷潮来－成田空港間と短く、一般道の走行区間が長い路線である。しかし、2015年6月7日に常磐自動車道と東関東自動車道が首都圏中央連絡自動車道（圏央道）でつながったことにより、2016年3月16日から、9往復のうち3往復の水戸大洗IC－成田空港間の運行経路を東水戸道路、北関東自動車道、常磐道、圏央道、東関東道経由に変更。これにより、日立駅－成田空港間の所要時間が、下り日立行きが最大10分、上り成田空港行きが最大20分短縮した。
新型コロナウイルス感染症拡大による影響により長期間運休していたが、2023年7月20日に上下線2便ずつのみ運行を再開、それ以外の便は引き続き運休。

## 運行会社
- 千葉交通（成田営業所）
- 茨城交通（勝田営業所・神峰営業所）
  - かつては、上記の２社に加え日立電鉄交通サービスも担当していたが、2019年5月に茨城交通へ合併統合。
- 関東鉄道（水戸営業所）※2024年10月1日より勝田営業所⇔成田空港間に新規参入。

## 運行経路
- 成田空港のターミナルの停車順序は第3→第2→第1の順に（空港方面・水戸方面とも）停車する。

一般道経由（2往復）※2024年10月1日から成田空港 - 茨城交通勝田営業所間は3往復に増便予定。
成田国際空港（第1ターミナル・第2ターミナル・第3ターミナル） - （東関東自動車道） - 水郷潮来バスターミナル - 鉾田市札 - 新鉾田駅 - 沢尻 - 大洗駅 - 水戸大洗IC - 水戸駅南口 - 勝田駅西口 - 茨城交通勝田営業所 - 東海駅東口 - 新田中内 - 日立駅
圏央道経由（運休中）
成田国際空港（第1ターミナル・第2ターミナル・第3ターミナル） - （東関東自動車道） - （首都圏中央連絡自動車道／圏央道）-（常磐自動車道）-（北関東自動車道）-（東水戸道路）- 水戸大洗IC - 水戸駅南口 - 勝田駅西口 - 茨城交通勝田営業所 - 東海駅東口 - 新田中内 - 日立駅

## 運行回数
- 1日2往復（茨城交通のみ。2023年7月20日改正。）2024年10月1日から関東鉄道が成田空港〜茨城交通勝田営業所間に参入し、1往復増便。

新型コロナによる運休前は1日9往復（一般道経由6往復、圏央道経由3往復。茨城交通が1日6往復、千葉交通が1日3往復ずつ運行。2019年（平成31年）3月28日改正）。